# Kalipancur (Ngaliyan)
Kalipancur is een bestuurslaag in het regentschap Semarang van de provincie Midden-Java, Indonesië. Kalipancur telt 17.727 inwoners (volkstelling 2010).